# Nucularcidae
De Nucularcidae zijn een familie van uitgestorven tweekleppigen uit de orde Afghanodesmatida.